# Arrondissement de Tulle
L'arrondissement de Tulle est une division administrative française, située dans le département de la Corrèze, en région Nouvelle-Aquitaine.

## Historique
L'arrondissement de Tulle est l'un des trois arrondissements de la Corrèze créés en 1800, en même temps que la plupart des autres arrondissements français. Il s'agrandit entre 1926 et 1943 des cantons et communes de l'arrondissement d'Ussel, supprimé pendant cette période.

## Composition

### Période 1982-2015
En 1982, les cantons de Tulle-Nord et Tulle-Sud disparaissent et sont remplacés par quatre autres. L'arrondissement se compose alors de quatorze cantons représentant 118 communes : 
- Canton d'Argentat
- Canton de Corrèze
- Canton d'Égletons
- Canton de Lapleau
- Canton de Mercœur
- Canton de la Roche-Canillac
- Canton de Saint-Privat
- Canton de Seilhac
- Canton de Treignac
- Canton de Tulle-Campagne-Nord
- Canton de Tulle-Campagne-Sud
- Canton de Tulle-Urbain-Nord
- Canton de Tulle-Urbain-Sud
- Canton d'Uzerche

### À partir de 2015
Contrairement à l'ancien découpage où chaque canton était inclus à l'intérieur d'un seul arrondissement, le nouveau découpage territorial de 2014/2015 s'affranchit des limites des arrondissements. Certains cantons peuvent être composés de communes appartenant à des arrondissements différents. Dans l'arrondissement de Tulle, c'est le cas pour deux cantons dont les communes sont également réparties sur l'arrondissement de Brive-la-Gaillarde, et d'un troisième dont la plupart des communes dépendent de l'arrondissement d'Ussel. Au total, l'arrondissement de Tulle est donc composé de six cantons entiers et de trois cantons partiels.
Le tableau suivant présente la répartition des cantons et de leurs communes par arrondissement :
| N° | Canton             | Brive-la-Gaillarde | Tulle | Ussel |
| -- | ------------------ | ------------------ | ----- | ----- |
| 2  | Argentat           |                    | 30    |       |
| 7  | Égletons           |                    | 18    |       |
| 8  | Haute-Dordogne     |                    | 2     | 25    |
| 10 | Midi corrézien     | 33                 | 1     |       |
| 11 | Naves              |                    | 13    |       |
| 14 | Sainte-Fortunade   |                    | 23    |       |
| 15 | Seilhac-Monédières |                    | 21    |       |
| 16 | Tulle              |                    | 1     |       |
| 18 | Uzerche            | 12                 | 9     |       |
|    |                    |                    | 118   |       |

### Découpage communal depuis 2015
Depuis 2015, le nombre de communes des arrondissements varie chaque année soit du fait du redécoupage cantonal de 2014 qui a conduit à l'ajustement de périmètres de certains arrondissements, soit à la suite de la création de communes nouvelles. Le nombre de communes de l'arrondissement de Tulle est ainsi de 118 en 2015, 118 en 2016, 106 en 2017 et 104 en 2019.
Par arrêté préfectoral du 27 juillet 2023, la commune de Bugeat est retirée le 1er janvier 2024 de l'arrondissement d'Ussel et rattachée à l'arrondissement de Tulle. Le nombre de communes passe de 104 à 105.
Au 1er janvier 2024, l'arrondissement groupe les 105 communes suivantes :
1. Affieux
2. Albussac
3. Les Angles-sur-Corrèze
4. Argentat-sur-Dordogne
5. Auriac
6. Bar
7. Bassignac-le-Bas
8. Bassignac-le-Haut
9. Beaumont
10. Bonnefond
11. Bugeat
12. Camps-Saint-Mathurin-Léobazel
13. Chamberet
14. Chamboulive
15. Chameyrat
16. Champagnac-la-Prune
17. Chanac-les-Mines
18. Chanteix
19. La Chapelle-Saint-Géraud
20. Le Chastang
21. Clergoux
22. Condat-sur-Ganaveix
23. Cornil
24. Corrèze
25. Darazac
26. L'Église-aux-Bois
27. Espagnac
28. Espartignac
29. Eyburie
30. Eyrein
31. Favars
32. Forgès
33. Gimel-les-Cascades
34. Goulles
35. Gourdon-Murat
36. Grandsaigne
37. Gros-Chastang
38. Gumond
39. Hautefage
40. Lacelle
41. Ladignac-sur-Rondelles
42. Lagarde-Marc-la-Tour
43. Lagraulière
44. Laguenne-sur-Avalouze
45. Lamongerie
46. Lestards
47. Le Lonzac
48. Madranges
49. Masseret
50. Meilhards
51. Mercœur
52. Monceaux-sur-Dordogne
53. Naves
54. Neuville
55. Orgnac-sur-Vézère
56. Orliac-de-Bar
57. Pandrignes
58. Perpezac-le-Noir
59. Peyrissac
60. Pierrefitte
61. Pradines
62. Reygade
63. Rilhac-Treignac
64. Rilhac-Xaintrie
65. La Roche-Canillac
66. Saint-Augustin
67. Saint-Bonnet-Elvert
68. Saint-Bonnet-les-Tours-de-Merle
69. Saint-Chamant
70. Saint-Cirgues-la-Loutre
71. Saint-Clément
72. Sainte-Fortunade
73. Saint-Geniez-ô-Merle
74. Saint-Germain-les-Vergnes
75. Saint-Hilaire-les-Courbes
76. Saint-Hilaire-Peyroux
77. Saint-Hilaire-Taurieux
78. Saint-Jal
79. Saint-Julien-aux-Bois
80. Saint-Julien-le-Pèlerin
81. Saint-Martial-de-Gimel
82. Saint-Martial-Entraygues
83. Saint-Martin-la-Méanne
84. Saint-Mexant
85. Saint-Pardoux-la-Croisille
86. Saint-Paul
87. Saint-Priest-de-Gimel
88. Saint-Privat
89. Saint-Salvadour
90. Saint-Sylvain
91. Saint-Ybard
92. Salon-la-Tour
93. Seilhac
94. Servières-le-Château
95. Sexcles
96. Soudaine-Lavinadière
97. Tarnac
98. Toy-Viam
99. Treignac
100. Tulle
101. Uzerche
102. Veix
103. Viam
104. Vigeois
105. Vitrac-sur-Montane

## Démographie
En 2022, l'arrondissement comptait 70 310 habitants.
| 1968   | 1975   | 1982   | 1990   | 1999   | 2006   | 2011   | 2016   | 2021   |
| ------ | ------ | ------ | ------ | ------ | ------ | ------ | ------ | ------ |
| 89 967 | 86 636 | 84 291 | 80 995 | 76 997 | 79 281 | 78 804 | 70 741 | 69 917 |

| 2022   | - | - | - | - | - | - | - | - |
| ------ | - | - | - | - | - | - | - | - |
| 70 310 | - | - | - | - | - | - | - | - |